# جادو فراتر از کلمات
جادو فراتر از کلمات: داستان جی. کی رولینگ (به انگلیسی: Magic Beyond Words: JK Rowling Story) یک فیلم ساخته شده برای تلویزیون با بازی پاپی مونتگومری است که بر اساس کتاب زندگینامه جی. کی رولینگ و توسط شان اسمیت ساخته شده‌است.
این فیلم جزئیات ماجرای مادر تنها و مجردی به نام جی. کی رولینگ و شروع نویسندگی او است.
این فیلم که در بریتیش کلمبیا، کانادا فیلمبرداری شده‌است، در تاریخ ۱۸ ژوئیه ۲۰۱۱ از شبکه لایف تایم پخش شد.

## بازیگران
- پوپی مونتگومری به عنوان جی. کی رولینگ
- امیلی هولمز به عنوان دایان رولینگ
  - سارا دژاردن به عنوان دایان رولینگ در جوانی
- جنت کیدر به عنوان آن رولینگ
- پل مک گلیون به عنوان پیتر رولینگ
- آنتونیو کوپو به عنوان خورخه آرانتس

## جوایز
برنده جایزه هنرهای تصویری کانادا در سال ۲۰۱۳ در بخش بهترین فیلم کوتاه دراماتیک یا فیلم تلویزیونی